# Kuon
Kuon (九 怨, en español "Los nueve rencores") es un videojuego perteneciente al género de videojuegos de terror, exclusivo para la consola PlayStation 2, desarrollado y publicado por la empresa From Software en Japón en 2004. Agetec publicó el juego en América del Norte, y fue Indie Games en Europa. Kuon se basa en un antiguo tipo de historia de terror japonesa llamada Kaidan. El escenario es una mansión oscura y horrible en la ciudad japonesa de Kyoto, donde criaturas mutantes y otros horrores acechan. El juego se desarrolla durante el Período Heian (794 a 1185) del Japón antiguo.

## Jugabilidad
En Kuon, el jugador mueve a su personaje por la inclinación de la palanca analógica en cualquier dirección. El jugador también puede hacer que su personaje se mueva más rápido mediante la ejecución; sin embargo, esto drena la salud del personaje y atrae a los enemigos cercanos. El jugador puede utilizar la meditación para restaurar la salud de su personaje (mientras están de pie todavía), así como utilizar las hierbas medicinales y los recipientes de agua bendita en el menú.
Existen dos tipos de ataques en Kuon: ataques cuerpo a cuerpo (físico) y los ataques mágicos. Los ataques cuerpo a cuerpo se realizan con el arma del personaje, ya sea un cuchillo (fase Yin), un ventilador (fase Yang), o una lanza (fase Kuon). La magia se divide en dos tipos de ataque y convoca-dos de los cuales se lleva a cabo con cartas mágicas. Hechizos de ataque incluyen diversos fuego y hechizos a base de hielo. Seres convocados realizan una variedad de tareas, desde criaturas atacantes para que usted pueda atraparlos y provocando una matanza de un golpe. El jugador también puede invocar criaturas para servir como guardaespaldas también.

## Argumento

### Escenario y los Personajes
Kuon se encuentra en la era Heian en Kyoto, Japón. La mayor parte del juego sigue los protagonistas, a medida que exploran un señorío feudal japonés en la noche, así como un antiguo templo de la montaña. Las principales fuerzas antagónicas de Kuon varias formas de no-muertos, incluyendo fantasmas y cadáveres resucitados, el último de los cuales incluyen monstruos horriblemente mutados creados a partir de la fusión de varios cadáveres juntos.
Kuon presenta tres protagonistas diferentes, cada uno el personaje del jugador de su respectivo capítulo del juego: Utsuki, Sakuya, y una versión femenina de Abe no Seimei.
Utsuki (浮 月), Protagonista de la "Fase Yin", es una doncella del santuario. Ella, junto a su hermana Kureha (暮 叶?), Viaja a la mansión de Fujiwara para encontrar a su padre, el exorcista Doman Ashiya (芦 屋 道 満 Ashio Doman?).
Sakuya (咲 耶), Protagonista de la "Fase Yang", es un exorcista y uno de los discípulos de Doman. También entran en la casa para buscar a Doman, así como investigar los extraños sucesos que ocurren allí.
Abe no Seimei (安 部 晴明), Protagonista de la "Fase Kuon", es un exorcista maestro que entra en la casa anterior.
Durante el juego, los personajes encuentran un par de gemelos misteriosos, a menudo se encuentran cantando un aria oscuro. El jugador finalmente se entera de que son las manifestaciones de dos árboles: uno malo moreras en el jardín señorial, y uno en el templo.

### Trama
En la fase Yin de Kuon (Capítulo de la Sombra), Utsuki y Kureha llegan a la mansión de Lord Fujiwara para encontrar a su padre, un exorcista llamado Doman quien fue convocado por el mismo Lord debido a que dentro del señorío feudal están pasando cosas raras. Al mismo tiempo, durante la Fase Yang del juego (el capítulo de la Luz), los discípulos de Doman, incluyendo a una joven llamada Sakuya y a su hermano mayor Dorio, entran en la mansión para investigar los extraños sucesos que ocurren allí. Utsuki y Sakuya quedado separados de sus respectivos grupos, y ocasionalmente encontrarse.
Casi al momento de entrar en la mansión, Kureha se separa de Utsuki quedando ella sola dentro de la mansión y a medida que va internándose en la misma va descubriendo que los sirvientes de Lord Fujiwara y demás habitantes del lugar están muertos y algunos de ellos han empezado a revivir convertidos en horribles monstruos gracias a algún tipo de magia y que sólo una joven llamada Ayako (quien es la hija de Lord Fujiwara) sigue con vida. Utsuki descubre esto gracias a unos misteriosos gemelos que se encuentran dentro de la mansión y que más adelante se descubre que son en parte la causa de los acontecimientos del juego. Utsuki logra encontrar a la hija de Fujiwara y esta le cuenta que en las noches ella decide esconderse en el armario de su habitación temiendo por los demonios que se despiertan y comienzan a rondar el lugar al mismo tiempo que cantan una maligna canción y expanden el mal y la enfermedad por el lugar, tras oír esto los gemelos que Utsuki ya había visto descubren el escondite de Ayako y se muestra una escena donde Kureha aparece por detrás y asesina a Ayako, llevándose su cuerpo.
Tras leer algunos diarios relacionados con Ayako, Utsuki descubre que la esposa de Lord Fujiwara ya había comenzado a preocuparse por algunos habitantes de la mansión quienes habían comenzado a "enfermarse" y por tal motivo había convencido a un sacerdote de aislar a estas personas dentro de su templo para que ella pudiera tratarlos. Antes de partir hacia el templo, Lady Fujiwara le dejó una carta a su hija con el propósito de hacerle saber que hasta que ella no hubiera vuelto debía esconderse en el armario de su habitación y no abrirle la puerta a nadie y para que supiera que ella había regresado haría sonar una campana de bronce, si en dos semanas ella no había regresado Ayako debía acudir al templo en su ayuda. Utsuki descubre que había una entrada secreta al templo y luego de abrirla descubre que el lugar está plagado de monstruos que al parecer están reviviendo de capullos hechos de seda. Utsuki encuentra al sacerdote y este le dice que rece por los "enfermos" pues ellos necesitan de otros cadáveres para poder seguir "viviendo", tras decir esto el sacerdote muere en manos de las grotescas criaturas.
Los protagonistas aprenden de la verdadera naturaleza del mal de Doman. Los extraños sucesos son el resultado de los intentos de Doman con realizar el ritual Kuon prohibido. lo que implica la fusión de una persona con otros cadáveres en el interior de un capullo de gusano de seda masiva. Una vez hecho esto nueve veces, la persona es "renacer". Doman ve a sus discípulos, los residentes solariegas, e incluso a sus hijas como prescindibles en su búsqueda para formar el capullo Kuon.
Al final de las dos fases, compañeros exorcistas de Sakuya todos mueren y resucitan; y la hermana de Utsuki Kureha, reveló que murió antes de los acontecimientos del juego, la fusión con el hermano mayor de Sakuya, convirtiéndose en un monstruo horrible. Mientras tanto, Utsuki y Sakuya separado entran en el área subterránea debajo de la mansión, donde Doman está trabajando para realizar el hechizo Kuon. Utsuki se fusiona con otros cadáveres en ocho ocasiones; poco a poco enloquecido, ella ataca Sakuya.
En la Fase de Kuon, Utsuki viene a sus sentidos y libera Sakuya. Utsuki suplica Sakuya para alejarse de ella, pero los últimos votos de encontrar una manera de salvar a su amigo. En este momento, Abe no Seimei llega. Después de reunirse con Sakuya, y más tarde con un Utsuki deformada, Seimei encuentra y batallas de Doman, que había estado esperando para usar el cuerpo de Seimei como parte del capullo Kuon. Después Seimei mata Doman, Utsuki, incapaz de detenerse, arrastra el cuerpo de Doman de distancia y lo empuja en una cesta de mimbre, a sí misma cerca. Sakuya convence Seimei no matar Utsuki, y el exorcista maestro no decide a regañadientes no hacerlo.

## Desarrollo
Kuon fue desarrollado por FromSoftware, una compañía que se hizo un nombre creando las series King's Field y Armored Core. El productor fue Atsushi Taniguchi, quien anteriormente había trabajado en The Adventures of Cookie & Cream para PlayStation 2 y Lost Kingdoms para GameCube. El director de arte fue Nozomu Iwai. El trabajo en Kuon comenzó después de Lost Kingdoms II en 2003, con el público objetivo siendo personas que buscaban un nuevo enfoque del horror. Habiendo trabajado previamente en títulos oscuros basados en la aventura, Taniguchi quería crear su propia versión de ese estilo utilizando un entorno japonés tradicional. La producción fue difícil y agitada, y el juego atravesó problemas de desarrollo no especificados. La asignación de armas a los personajes fue diseñada para invertir los preceptos típicos de sus estilos: la débil Utsuki usaba un cuchillo, mientras que la más fuerte Sakuya usaba un abanico. El sistema de combate fue una evolución del sistema de cartas de Lost Kingdoms. Las mecánicas de "tempestad" y meditación fueron diseñadas para generar inquietud, y aunque fueron fáciles de implementar, se añadieron en una etapa tardía y amenazaron con alterar el calendario de producción. Taniguchi puso mucho empeño en crear una atmósfera de miedo.
La ambientación en el período Heian fue elegida debido a su presentación mística en la cultura y el folclore japonés, con múltiples narrativas entrelazadas que contaban una historia profunda dentro de entornos limitados. La narrativa se inspiró en los kaidan, un tipo de historia de fantasmas japonesa. Los números "cuatro" y "nueve" fueron incluidos debido a su reputación de mala suerte en la cultura japonesa, y el título del juego tiene un doble significado relacionado con la trama: tanto "Nueve Maldades" como "Eternidad". La historia se centró en protagonistas femeninas para promover una estética particular, ya que muchos juegos del género se enfocaban en protagonistas masculinos. El onmyōji histórico Abe no Seimei fue incluido en la narrativa, aunque el personaje fue cambiado de hombre a mujer, en consonancia con los objetivos de caracterización. Como Taniguchi quería crear una secuela, la historia concluye en un final abierto. Un colaborador externo destacado fue el artista Kyosuke Chinai, quien creó la portada y el arte promocional para Japón. Chinai fue seleccionado de entre varios artistas, cuyo trabajo fue presentado por diferentes miembros del equipo para encontrar a alguien que dibujara con la atmósfera adecuada para el juego. Taniguchi contactó a Chinai varias veces durante la producción, persuadiéndolo para que aceptara la colaboración. Las secuencias CGI, la animación y la captura de movimiento fueron realizadas por Polyassets United. 

## Lanzamiento
El juego fue anunciado en una edición de Famitsū en septiembre de 2003. En ese momento, se informó que estaba completado en un 25%. El título fue exhibido en el stand de la compañía durante la Tokyo Game Show de 2003, junto con otros juegos como Shadow Tower Abyss, Armored Core: Nexus y Echo Night: Beyond. Se filmó un comercial de imagen real en el templo Kannon-ji en Setagaya. El equipo se sorprendió cuando los sacerdotes del templo aceptaron participar en el comercial, y algunas escenas filmadas fueron recreaciones directas de escenas del juego. El juego se lanzó en Japón el 1 de abril de 2004. Junto con el juego, se publicaron dos guías estratégicas diferentes por parte de ASCII Corporation y Softbank Creative.
Un lanzamiento para América del Norte fue anunciado por Agetec en mayo de 2004. Agetec era un editor habitual de los títulos de FromSoftware en Occidente durante esa época. Su localización fue diseñada para mantener intacta la mayor parte del juego original e incluyó el doblaje japonés original. Fue lanzado en la región el 7 de diciembre de 2004. Originalmente, el juego iba a ser lanzado en el Reino Unido por Digital Jesters antes de la liquidación de la compañía, y las labores de publicación en el resto de Europa fueron asumidas por Nobilis e Indie Games Productions. Se lanzó en la región el 14 de abril de 2006. En los años posteriores a su lanzamiento, la versión occidental se ha convertido en un objeto de colección raro, y el juego en sí es considerado una rareza debido a su escasa difusión y limitada disponibilidad.

## Recepción y crítica
El juego recibió críticas "mixtas" según el sitio web de reseñas Metacritic, obteniendo 57 puntos de 100 basados en 20 reseñas. Un sitio web contemporáneo similar, GameRankings, le dio al juego una puntuación de 59% basada en 19 reseñas. En Japón, Famitsu le dio una puntuación de cuatro sietes para un total de 28 de 40.
Cuando se mencionaba, la narrativa y el diseño del mundo recibían elogios. La jugabilidad obtuvo respuestas mixtas, ya que muchos consideraban que el combate no era disfrutable y que el diseño de los acertijos estaba desactualizado. Los controles también recibieron críticas generales debido a su falta de respuesta, además de señalarse su ritmo lento.
Jeremy Parish, escribiendo para 1UP.com, destacó el diseño visual como un punto sobresaliente en comparación con otros títulos del género, pero por lo demás consideró que su jugabilidad era derivativa y poco interesante. Marc McEntegart de Eurogamer se mostró decepcionado en general, sintiendo que los elementos de horror eran demasiado convencionales y criticó en general la jugabilidad y la estética aparentemente desaprovechada. GamePro consideró que el juego en su conjunto se veía "lastrado" por problemas mecánicos y de combate que han estado presentes en el género desde sus inicios. Game Informer disfrutó de su atmósfera, pero criticó su ritmo lento.
Electronic Gaming Monthly consideró que el juego se veía afectado por una mala traducción y señaló su diseño arcaico en comparación con otros títulos de la época. Bethany Massimilla de GameSpot elogió el diseño estético y narrativo, pero encontró que la jugabilidad en general carecía de atractivo tanto para un juego prolongado como para la rejugabilidad.
En 2012, Justin Graham del movimiento fan Operation Rainfall escribió un artículo sobre Kuon, diciendo que había encontrado el juego entretenido. Elogió el audio, visuales, y el objeto de establecer la atmósfera, pero criticó algunas de las mecánicas de juego obsoletas.
Debido a su lanzamiento limitado fuera de Japón y las pobres ventas, es uno de los juegos más raros en la consola PlayStation 2.